# الإرسال المتعدد بتقسيم الزمن الإحصائي
يُعد الإرسال المتعدد الإحصائي نوعًا من أنواع تقاسم وصلة الاتصال، وهو مشابه جدًا لتخصيص النطاق الترددي الديناميكي (دي بي إيه). في الإرسال المتعدد الإحصائي، تنقسم قناة الاتصال إلى عدد عشوائي من القنوات الرقمية ذات معدل البت المتغير أو تدفقات البيانات. يتكيف تقاسم الوصلة مع متطلبات الحركة الآنية لتدفقات البيانات التي تُنقل عبر كل قناة. يُعد هذا بديلًا لإنشاء تقاسم ثابت للوصلة، مثل الإرسال المتعدد العام بتقسيم الزمن (تي دي إم) والإرسال المتعدد بتقسيم التردد (إف دي إم). عند التنفيذ بشكلٍ صحيح، يمكن أن يوفر الإرسال المتعدد الإحصائي تحسنًا في استخدام الوصلة، يسمى كسب الإرسال المتعدد الإحصائي.
سُهل الإرسال المتعدد الإحصائي عن طريق نمط الرزم أو الاتصالات بالرزم الموجهة، التي تُستخدم من بين أمور أخرى في شبكات الحاسوب بتبديل الرزم. ينقسم كل تدفق إلى رزم تُسلم بشكلٍ غير متزامن بطريقة من يدخل أولًا يُخدم أولًا. وبطريقة بديلة، يمكن تسليم الرزم وفقًا لبعض الانضباط في الجدول الزمني للرتل المنتظم أو جودة الخدمة المتمايزة و/أو المضمونة.
سُهل الإرسال المتعدد الإحصائي للقناة التماثلية، على سبيل المثال قناة لاسلكية، من خلال الأنظمة التالية:
- الوصول المتعدد بتقسيم التردد المتعامد للترددات المتداخلة العشوائية (آر إف إتش، أو إف دي إم إيه)
- الوصول المتعدد بتقسيم الترميز (سي دي إم إيه)، حيث يمكن تعيين كمية مختلفة من رموز الانتشار أو عوامل الانتشار لمستخدمين مختلفين.

يتضمن الإرسال المتعدد الإحصائي عادةً خدمة «عند الطلب» بدلًا من الخدمة الاستباقية لتخصيص الموارد لكل تدفق بيانات. لا تتحكم أنظمة الإرسال المتعدد الإحصائي في إرسال بيانات المستخدم.

## مقارنة مع الإرسال المتعدد بتقسيم الزمن الستاتيكي
يشبه المجال الزمني للإرسال المتعدد الإحصائي (الاتصال بنمط الرزم)، الإرسال المتعدد بتقسيم الزمن (تي دي إم)، باستثناء أنه بدلاً من تخصيص تدفق البيانات لنفس الحيز الزمني المتكرر في كل تي دي إم، يُعين حيز زمني لكل تدفق بيانات (ذات طول ثابت) أو إطارات بيانات (ذات أطوال متغيرة) التي غالبًا ما تُجدول بترتيب عشوائي، وتتعرض لتأخير متغير (لكنه أصبح التأخير في تي دي إم ثابتًا). 
يسمح الإرسال المتعدد الإحصائي بتقسيم عرض النطاق الترددي عشوائيًا بين عدد متغير من القنوات (في حين أن عدد القنوات ومعدل بيانات القناة ثابت في تي دي إم).
يضمن الإرسال المتعدد الإحصائي عدم استهلاك الحيزات الزمنية (في حين أن تي دي إم يمكنه استهلاك الحيزات الزمنية). ستُشارك سعة إرسال الوصلة فقط من قبل المستخدمين الذين لديهم رزم.
يُنفذ الإرسال المتعدد بتقسيم الزمن الستاتيكي وغيره من تبديل الدارات ضمن الطبقة الفيزيائية في نموذج الاتصال المعياري ونموذج تي سي بي (بروتوكول التحكم بالنقل) /آي بي (بروتوكول الإنترنت)، في حين يُنفذ الإرسال المتعدد الإحصائي في طبقة ربط البيانات وما فوق.

## تعريف القناة
في الإرسال المتعدد الإحصائي، تحتوي كل رزمة أو إطار على رقم تعريف تدفق البيانات / القناة، أو (في حالة اتصال مخطط البيانات) معلومات عنوان الوجهة الكاملة.